# Juovajärvi (Gällivare socken, Lappland)
Juovajärvi är en sjö i Gällivare kommun i Lappland och ingår i Kalixälvens huvudavrinningsområde. Sjön har en area på 0,365 kvadratkilometer och ligger 458,9 meter över havet. Juovajärvi ligger i Kaitum fjällurskog Natura 2000-område.

## Delavrinningsområde
Juovajärvi ingår i det delavrinningsområde (751695-170042) som SMHI kallar för Ovan VDRID = Sorkijoki i Kalixälvens vattendragsy*. Medelhöjden är 467 meter över havet och ytan är 65,71 kvadratkilometer. Räknas de 101 avrinningsområdena uppströms in blir den ackumulerade arean 2 160,35 kvadratkilometer. Kalixälven som avvattnar avrinningsområdet har biflödesordning 2, vilket innebär att vattnet flödar genom totalt 2 vattendrag innan det når havet efter 309 kilometer. Avrinningsområdet består mestadels av skog (81 procent) och sankmarker (16 procent). Avrinningsområdet har 2,22 kvadratkilometer vattenytor vilket ger det en sjöprocent på 3,4 procent.